# Агостини, Паоло
Паоло Агости́ни (итал. Paolo Agosinti или Агостино (итал. Agostino, лат. Augustinus; ок. 1583 года, Валлерано, провинция Витербо, Лацио, Папская область — 3 октября 1629 года, Рим) — итальянский композитор и органист раннего барокко, выдающийся представитель римской школы.

## Биография
Почти достоверно известно, что Паоло Агостини родился в Валлерано (провинция Витербо на севере Лацио) около 1583 года. В восьмилетнем возрасте приступил к музыкальным занятиям в школе мальчиков-канторов (англ. Pueri cantores) при римской церкви Сан-Луиджи-дей-Франчези. Руководителями школы и учителями Агостини были братья Джованни Мария Нанино и Джованни Бернардино Нанино; в доме последнего он, как и другие ученики, проживал, а впоследствии женился на его дочери Виттории.
Окончив обучение в 1607 году, начал свою музыкальную деятельность как капельмейстер и органист при церкви Мадонна-дель-Рушелло в Валлерано, как сообщает большое количество биографов. Манфредо Манфреди подверг сомнению это сообщение, отметив, что в настоящее время упомянутая церковь была ещё недостроенной.
Как отмечает сам композитор в посвящении к четвёртой книги месс, несмотря на уважение к нему со стороны наставников и современников, его карьера начиналась тяжело.
Вернувшись в Рим, Агостини сначала недолго служил органистом в базилике Санта-Мария-ин-Трастевере, затем капельмейстером в церкви Сантиссима-Тринита-дей-Пеллегрини и также в Санта-Мария-ин-Трастевере. В 1619 году занял такую же должность в базилике Сан-Лоренцо-ин-Дамазо, а с 16 февраля 1626 года — в соборе Святого Петра, где оставался до смерти. По Питони и Баини, похоже, что он занял это место в результате музыкального вызова, бросив его тогдашнему капельмейстеру и своему старому соученику Винченцо Уголини, который отказался от соревнования, вероятно, боясь не выдержать сравнения, и был уволен.
Через три года после достижения должности в Ватикане скончался от чумы в Риме 3 октября 1629 года и был похоронен в церкви Сан-Микеле-ин Борго, в стене правого нефа, где была установлена мемориальная доска.

## Музыка и стиль
Паоло Агостини считается одним из типичных представителей величественной барочной полифонии римской школы. В его творчестве изобретательность и вычурность барочного контрапункта уравновешивается чистотой и ясностью замысла. Падре Мартини обращал внимание на «ясность и естественность» мелодий каждой партии в произведениях Агостини, которые в сочетании давали прекрасный результат.
Ещё при жизни он снискал славу одного из самых опытных и самых плодотворных контрапунктистов своего времени; Падре Мартини пользуется его произведениями в качестве примеров в своём «Практическом очерке контрапункта» (итал. Saggio fondamentale pratico di contrappunto; 1774).
Питони передаёт, что в соборе св. Петра исполнялись его «модуляции для четырёх, шести, восьми реальных хоров на общее удивление всего Рима» и на удовлетворение самого папы Урбана VIII.
Джузеппе Баини цитирует следующий фрагмент из письма Анти Либерати к Овидию Персапеджи: «любимым учеником Бернардино Нанино был Паоло Агостино, один из самых остроумных и оживлённых талантов, что имела музыка в наше время в любом роде гармоничной компоновки, контрапункта и канонов, и среди других его удивительных произведений, которые можно было услышать в базилике св. Петра, в то время когда он был там капельмейстером, различные модуляции на четыре, шесть и на восемь действительных хоров, а некоторые, которые могли петься на четыре или же на восемь хоров без уменьшения или нарушения гармонии на удивление всего Рима. И коли он не умер в расцвете своих сил, сильно поразил бы весь мир, я позволил бы себе с уверенностью сказать о нём: Consummatus in brevi explevit tempora multa».
В сакральное творчество Агостини входят мессы, мотеты и другие произведения сакральной музыки, частью написанные в стиле prima pratica, консервативном полифоническом стиле конца XVI века, основанном на достижениях Палестрины и кодификации Джозеффо Царлино, однако в некоторых мотетах он также пользуется новым стилем concertato. Композитор часто использует технику строгого канона, а также прибегает к окраске музыки акустическими эффектами, изменяя метр разделов и вводя хроматизмы, чем выдает свою осведомлённость в современной музыкальной практике и, в частности, знакомство с многохорными сочинениями композиторов венецианской школы.
Лучшие стороны мастерства Агостини обнаруживают его мессы на четыре и двенадцать голосов, к ним также можно добавить такие сакральные композиции, как Agnus Dei на восемь голосов для двух хоров, Adoramus Te Christe на четыре голоса, O bone Iesu на четыре голоса и другие. Эти произведения высоко ценятся как документы и примеры искусства контрапункта.

## Произведения
Многочисленные произведения Агостини опубликованы лишь частично:
- Salmi della Madonna (Псалмы Богородицы), (Рим, 1619)
- Liber secundus missarum, (np, 1626)
- Spartitura delle messe del primo libro (Партитура первой книги месс), (Рим, 1627)
- Spartitura del secondo libro delle messe e motetti (Партитура второй книги месс и мотеты), (Рим, 1627)
- Partitura del terzo libro della messa «Sine nomine», con 2 'Resurrexit (Партитура третьей книги месс «Sine nomine», с 2' Resurrexit, (Рим, 1627)
- Libro quarto delle messe in spartitura (Четвёртая книга мес в партитуре), (Рим, 1627)
- Spartitura della messa et motetto «Benedicam Dominum» ad canones (Партитура месс и мотета «Benedicam Dominum» ad canones) (Рим, 1627)
- Partitura delle messe et motetti con 40 esempi di contrapunti, (Roma, 1627)
- Missarum liber posthumus (Рим, 1630)
- другие мессы, мотеты и так далее.